# La seconda vita di Anders Hill
La seconda vita di Anders Hill (The Land of Steady Habits) è un film del 2018 scritto e diretto da Nicole Holofcener.
Il film, basato sull'omonimo romanzo di Ted Thompson, ha come protagonista Ben Mendelsohn. Fanno parte del cast principale anche Edie Falco, Thomas Mann e Connie Britton.

## Trama
Anders Hill è un consulente finanziario alla soglia dei sessant'anni, marito e padre, vive in una lussuosa casa in un quartiere residenziale. Un giorno, improvvisamente decide di cambiare vita, va in pensione anticipata, divorzia e inizia a vivere alla giornata con i pochi soldi a disposizione.

## Distribuzione
Il film è stato presentato in anteprima mondiale a settembre 2018 al Toronto International Film Festival. È stato distribuito il 14 settembre 2018 attraverso Netflix, in tutti i territori in cui il servizio è disponibile.

## Riconoscimenti
- 2018 - Toronto International Film Festival
  - Candidatura per il premio del pubblico